# باره، هند
باره (به انگلیسی: Barh) یک منطقهٔ مسکونی در هند است که در بخش پاتنا واقع شده‌است. باره ۳۰۰٬۰۰۰ نفر جمعیت دارد و ۴۷ متر بالاتر از سطح دریا واقع شده‌است.